# Streptocarpus haygarthii
Streptocarpus haygarthii là một loài thực vật có hoa trong họ Tai voi. Loài này được N.E. Br. ex C.B. Clarke miêu tả khoa học đầu tiên.